# Вилларзель-Кабардес
Вилларзе́ль-Кабарде́с (фр. Villarzel-Cabardès) — коммуна во Франции, находится в регионе Лангедок — Руссильон. Департамент коммуны — Од. Входит в состав кантона Конк-сюр-Орбьель. Округ коммуны — Каркасон.
Код INSEE коммуны — 11416.

## Население
Население коммуны на 2008 год составляло 175 человек.
| 1962 | 1968 | 1975 | 1982 | 1990 | 1999 | 2008 |
| ---- | ---- | ---- | ---- | ---- | ---- | ---- |
| 143  | 156  | 144  | 131  | 130  | 145  | 175  |

## Экономика
В 2007 году среди 106 человек в трудоспособном возрасте (15—64 лет) 82 были экономически активными, 24 — неактивными (показатель активности — 77,4 %, в 1999 году было 73,9 %). Из 82 активных работали 70 человек (41 мужчина и 29 женщин), безработных было 12 (6 мужчин и 6 женщин). Среди 24 неактивных 7 человек были учащимися или студентами, 10 — пенсионерами, 7 были неактивными по другим причинам.